# Armada distincta
Armada distincta är en fjärilsart som beskrevs av Rothschild 1916. Armada distincta ingår i släktet Armada och familjen nattflyn. Inga underarter finns listade i Catalogue of Life.